# Fernão de Oliveira
Fernão de Oliveira, algumas vezes dito Fernando de Oliveira ou Fernando Oliveira (Aveiro ou Santa Comba Dão, 1507 – Aveiro, 1581), foi um frade, gramático e construtor bélico-naval renascentista. Foi um dos expoentes renascentistas portugueses.

## Biografia
Fernando Oliveira nasceu por volta de 1507, talvez em Aveiro ou em Santa Comba Dão, e estudou no convento dominicano de Évora, provavelmente ao longo da década de 1520, tendo em data incerta professado na Ordem de São Domingos. Por volta de 1532, Fernando Oliveira abandonou a vida conventual e partiu para Espanha, desconhecendo-se a que actividades se terá dedicado, mas mais tarde obteve autorização da hierarquia eclesiástica para passar a ser clérigo regular.
Intelectual erudito, após regresso do misterioso exílio, publicou a reputada primeira gramática portuguesa, a conhecida Grammatica da lingoagem portuguesa, editada em Lisboa, em 27 de Janeiro de 1536, e que dedicou a D. Fernando de Almada, que terá costeado a sua publicação. Nessa época desempenhou a função de preceptor dos filhos de personalidades influentes como do referido Fernando de Almada, capitão-mor da armada portuguesa, de D. Rodrigo Lobo, barão do Alvito e João de Barros, feitor da Casa da Índia.
Por volta de 1541, Fernando Oliveira partiu para Itália, mas foi capturado pelos franceses no Mediterrâneo tendo sido recrutado para trabalhar nas galés da marinha francesa, donde se poderá deduzir que tenha obtido formação nesta área na sua primeira passagem por Espanha. Mais tarde, entre 1545 e 1547 esteve de novo emigrado, primeiro em França, mais uma vez a bordo de galés, e depois ao serviço de Inglaterra onde terá tido também actividades náuticas.
Estava de novo em Lisboa em 1547 quando foi preso pela Tribunal da Santa Inquisição, em virtude de suas posições heterodoxas, e nomeadamente por ter apoiado a causa do recém-falecido Henrique VIII de Inglaterra no conflito com a Igreja de Roma, tendo permanecido preso nos três anos seguintes até ser ordenada a sua libertação em 1551 pelo Cardeal D. Henrique.
Em 1552 tomou o cargo de capelão da Casa Real Portuguesa e participou na expedição organizada por D. João III em auxílio do rei de Velez, no Norte de África, onde ficou prisioneiro. No ano seguinte voltou a Lisboa.
Em 1554, o mesmo rei de Portugal nomeou-o revisor tipográfico da Universidade de Coimbra e, com o título de licenciado, aí ensinou a disciplina de Retórica.
No final da sua vida, caiu de novo no desagrado do Tribunal da Inquisição. Com efeito, consta que, em 26 de outubro de 1555, entre tantas outras prisões, "[…] Deu entrada nas masmorras da Inquisição, em Lisboa, o insigne aveirense Padre Fernão de Oliveira, clérigo dominicano e diplomata, escritor e filólogo, marinheiro e soldado, aventureiro e perseguido, «o primeiro gramático da língua portuguesa e porventura o primeiro tratadista naval de todo o mundo» […]".

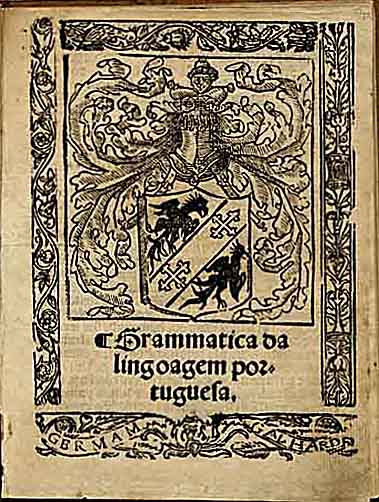
Grammatica da lingoagem portuguesa de Fernão Doliveira, editada em 27 de Janeiro de 1536, podendo-se visualizar no frontispício o brasão de armas dos Almadas.

Trabalhou ainda em um variado conjunto de atividades, sobressaindo a de piloto. Foi ainda teórico da guerra e da construção naval. Precisamente nestas duas áreas — arte bélica e construção naval — destacou-se sobremaneira.
As suas contribuições aí, com efeito, deram as bases da hegemonia portuguesa em diversos oceanos no século XVI.
Em Arte da guerra do mar (Coimbra, 1555), além do texto teórico, tece considerações morais condenatórias sobre a escravidão, o comércio de escravos e sobre a invenção e utilização de armas de fogo, devido à sua capacidade de destruir vidas humanas.
A Ars nautica (1570 [?]) é o primeiro tratado enciclopédico mundial de matérias referentes à navegação, guerra naval e construção de embarcações.
Tendo o último tema sido substancialmente desenvolvido na obra seguinte, "Livro da fábrica das naus" (1580 [?]), em que fornece regras teóricas para a construção de navios e sublinha, sempre em diálogo com os autores clássicos, nomeadamente Plínio, as significativas contribuições lusitanas para o progresso nos métodos de construção naval.
Desempenhou ainda algumas funções relevantes de carácter diplomático em Inglaterra.
Pouco antes de falecer, em (1580), defendeu António I de Portugal, Prior do Crato, contra Filipe II, com duas obras historiográficas a sustentarem a legitimidade do candidato português e contestarem a solução da Monarquia Dual, aprovada nas Cortes de Tomar (1581).